# Sandoval (Illinois)
Sandoval – wieś w Stanach Zjednoczonych, w stanie Illinois, w hrabstwie Marion.